# Hornbach Holding
Hornbach Holding AG & Co. KGaA med hovedkvarter i Neustadt an der Weinstraße er et tysk holdingselskab for selskaberne Hornbach Baumarkt, Hornbach Immobilien og Hornbach Baustoff Union. Hornbach Baumarkt har 169 byggemarkeder i 9 lande.
Hornbach Holding AG & Co. KGaA blev i 1987 omdannet til et aktieselskab. 
I 1877 etablerede skifertagdækkermester Michael Hornbach et værksted i Landau in der Pfalz, 23 år senere overtages virksomheden af sønnen Wilhelm, der etablerer en byggematerialehandel.